# Alser Straße
Alser Straße je ulice ve středu Vídně v městských okresech Ottakring a Hernals. Probíhá mezi ulicemi Landesgerichtsstraße a Hernalser Gürtel podél hranice okresu mezi okresy Josefstadt a Alsergrund. Jméno ulice je odvozeno od potoka Alser, který je dnes součástí kanalizace.
V ulici Landesgerichtstraße je silniční provoz i tramvajové linky 43 a 44 vedoucí mezi malými i většími obchody a pamětihodnostmi jako je starý AKH, dnes Kampus vídeňské univerzity s četnými labužnickými podniky, Alserským kostelem (Nejsvětější Trojice) u kláštera minoritů s bohatou knihovnou.
Na západě ústí do Alser Straße silně frekventovaná zemská ulice v Rakousku, kterou je Gürtelstraße, nazývaná Vídeňáky prostě jako "Gürtel". Na křižovatce s Gürtelem, je stanice podzemní dráhy Alser Straße linky U6.
Citovaný Alserbach byl jedním z vídeňských potoků, jehož vody často opouštěly břeh a zaplavovaly okolí. Dnes ústí Alserbach, společně s Wahringerským potokem do kanálů hlavní sběrné sítě města a končí v hlavní vídeňské čistírně.

## Historie

### Vývoj názvu
V roce 1211 je první zmínka o "Alsaerstrazze" jako osídleném místě před Skotskou branou. Později se jmenuje Alstergasse (1628), dříve Alstergassen (1766), Große Gasse a Alsergrund Hauptstraße. Od roku 1862 má dnešní jméno Alser Straße.

### Turecké obléhání
Nynější Alser Straße byla v roce 1684 po druhém vídeňském obléhání Turky (od 15. července do 12. září 1683) stejně jako velká část předměstí zničena. Od roku 1684 se začaly stavět domy po obou stranách Alser Straße.

### Minorité
V současné Alser Straße č. 2 byla zemská akademie dolnorakouských stavů, určená pro výchovu šlechtických synů. V roce 1688 začíná v Alser Straße výstavba bílého španělského kláštera. Roku 1784 přicházejí do kláštera Minorité. Císař Josef II. (1741-1790) přivolal šikovné minority, kteří se dříve usazovali kolem minoritského kostela v Alser Straße. Duchovní minoritů převzali blízkou všeobecnou nemocnici a později také zabrali dům po zemskou soudu. V letech 1694 až 1704 byl připojen ke klášteru Alserský kostel.

### Starobinec
Císař Leopold I. (1640-1705) upravil v roce 1693 funkci dnes staré AKH, které zřídil pro mnoho chudých a invalidních. Později několikrát rozšířeno a konečně na podnět císaře Josefa II. (1741-1790) naplánována a 16. srpna 1784 zřízena všeobecná nemocnice (dnes starý AKH), tehdy otevřel snad celosvětově moderní starobinec.

### Sirotčinec
Vídeňský sirotčinec v ulici Alser Straße byl 1. července 1789 naplněný, když se tam chovanci přestěhovali a někteří zůstali v Gerstském dvoře. U zahájení byl osobně přítomný císař Josef II. (1741-1790). Sirotčinec poskytoval přístřeší a útulek pro děti od svobodných matek, na základě jejich osobních životních podmínek, když se nemohly o své děti postarat. Sirotčinec uchránil anonymitu matek. Po přemístění do Gerstského dvora byl dům prodán a pozemek rozparcelován. Budova stála na místě dnešních domů Alser Straße 21 a 23 a z části je dnes využita jako veřejné prostranství.

### Dívčí penzionát
Roku 1806 byl do jednoho křídla kláštera minoritů umístěn civilní dívčí penzionát. Bydlela zde děvčata – učitelky a vychovatelky. Prostory byly pro tento účel však nevhodné, zejména ložnice byly přeplněné. Také pocit, že v sousedství je sirotčinec byl nepřijatelný. Roku 1841 penzionát přesídlil do paláce Strozziů (florentský rod) v Josefstadtu.

## Ludwig van Beethoven
V Alser Straße č. 30 žil po nějakou dobu Ludwig van Beethoven (1770-1827). Velice často měnil své adresy a jsou známy na několika místech Vídně. V Alserském kostele bylo dne 29. března 1827 požehnané jeho tělo.

## Tiskárna a vydavatelství
V Alserském předměstí sídlili četní tiskaři a vydavatelé. Roku 1805 založil Georg Ueberreuter vlastní tiskárnu v domě "U pelikána" (dnes Alser Straße 24). Ještě dnes se na tomto místě nachází vedení podniku Ueberreuterova nakladatelství. V době založení neměla Ueberreuterova tiskárna žádné domovní číslo. Domy byly označovány domovním znamením nad vstupními dveřmi nebo na nároží. Domovní znamení byla publikována v tzv. "Domovním schematismu".

## Číslování domů
Připojením obcí a předměstí v 19. století muselo se mnoho ulic nově pojmenovat kvůli zdvojenému značení (mnoho míst mělo např. ulici Kostelní apod.). Proto se rozhodlo o novém číslování ulic. Domy byly na každé ulici označeny číslem 1 vlevo a číslem 2 vpravo atd. číslované. Tento způsob číslování platí dodnes.

## Tramvaje
Dne 4. října 1865 byl zahájen provoz koňské dráhy od Skotské brány přes ulici Alser Straße. Vozy měly 36 míst a zpočátku dva a od roku 1879 pouze tažené jedním koněm. V trase dřívější koňky v Alser Straße jezdí dnes moderní tramvaje linek 43 a 44.

## Významné domy
- č. 20 Zde bydlel Johann Peter Frank (1745-1821) a Theodor Billroth (1829-1894).
- č. 25 v roce 1854 koupil Johann von Oppolzer (1808-1871), předtím náležel firmě Karoline Pichler (1769-1843).
- č. 26 Pamětní deska Gabriely Possannerové (1860-1940), první lékařky v Rakousku, která zde v roce 1907 vykonávala praxi. Dům byl v roce 1944 při bombardování zničen.
- č. 32 V bytě č. 12 měl ordinaci neurolog a psychiatr Viktor Frankl (1905-1997) .
- č. 38 (= Kinderspitalgasse 1) narodil se zde Ludwig Anzengruber (1839-1889).